# كوينيجسيج CC8S
كوينيجسيج CC8S هي سيارة رياضية بمحرك من النوع الوسطي أنتجتها شركة تصنيع السيارات السويدية كوينيجسيج.
كانت أول سيارة تم إنتاجها من الشركة وأول سيارة إنتاج تستخدم أبواب تشغيل حلزونية متزامنة ذات سطوح ثنائية و تحمل العلامة التجارية للشركة.

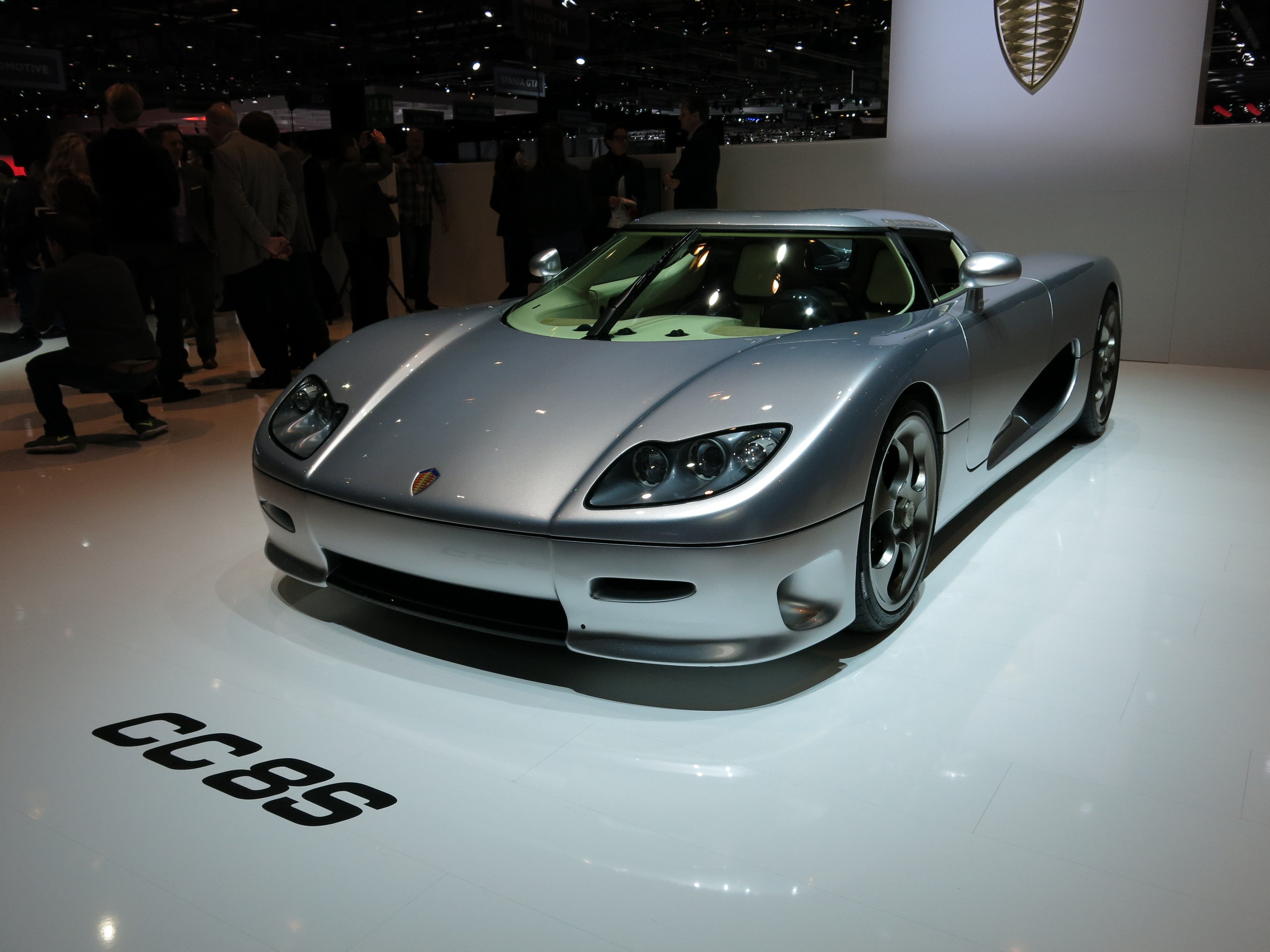
سيارة كوينيجسيج CC8S

في بداية أنتاجها ، فازت بالعديد من الجوائز ، بما في ذلك سجل غينيس العالمي لأقوى محرك إنتاج وجوائز التصميم من كل من Red Dot في ألمانيا و في السويد.
التطوير
تم تطوير CC8S من النموذج الأولي CC. كان هذا النموذج تتويج 8 سنوات من البحث والتطوير. على الرغم من الموارد المحدودة للشركة ، تم تصميم الهيكل والتعليق والفرامل والعديد من المكونات الأخرى داخليًا بواسطة كوينيجسيج. تم عرض سيارة ما قبل الإنتاج في معرض باريس للسيارات عام 2000 ، وكان رد فعل الجمهور تجاه هذه السيارة جيداً وتم إجراء اتصالات دولية. تتمتع السيارة بالعديد من الوظائف الفريدة مثل السقف ، الذي يمكن تخزينه في صندوق السيارة الموجود في المقدمة على مثل الطريقة التي تخزن بها شيفروليه كورفيت سقفها (سيارات رياضية أخرى في ذلك الوقت مثل فيراري F50 وبورش كاريرا الرياضية كانت تفتقر إلى هذه الميزة) ، وأبواب الفتح الرأسي يطلق عليها اسم أبواب التشغيل الحلزونية ثنائية السطوح المتزامنة ونظام عادم حر التدفق المركزي الحاصل على براءة اختراع على أساس «مبدأ Rocket Cat». حظيت هذه الميزات والتصميمات الفريدة بثناء كبير من المتفرجين ، على الرغم من الطلبات الكبيرة ، تم إنتاج 6 سيارات فقطمن هذا الطراز بسبب ارتفاع تكاليف الإنتاج ، منها سيارتين كانت على الجانب الأيمن لمقود السائق. تم استبدال CC8S بنموذج CCR الأكثر قوة في عام 2004.
لمحة عامة
جسم السيارة
الهيكل عبارة عن تصميم علوي ببابين ومقعدين ، مما يعني أنه يمكن إزالة جزء من السقف وتخزينه تحت غطاء محرك السيارة. الهيكل مصنوع من ألياف الكربون المقوى بالكيفلر. يتم توصيل شبه أحادي من ألياف الكربون المقوى بالكيفلر بإطار فرعي فولاذي في مقدمة الهيكل ، وإطار فرعي من الألومنيوم في الخلف.
تم تثبيت المحرك وناقل الحركة والتعليق الخلفي على الإطار الفرعي المصنوع من الألومنيوم. جميع ألواح الهيكل مصنوعة من ألياف الكربون ، وتحتل أنفاق وموزعات الفنتوري الجزء السفلي من السيارة. تعمل هذه المكونات على زيادة القوة السفلية جنبًا إلى جنب مع جناح خلفي. المساحة الأمامية للسيارة هي فقط 1.825 متر مربع.
المحرك وناقل الحركة
يتم تشغيل CC8S بواسطة محرك Ford Modular 4.7 لتر DOHC فائق الشحن مصنوع من الألمنيوم المصبوب مع 4 صمامات لكل أسطوانة وأغطية من ألياف الكربون تزن 210 كغ ، مع نسبة ضغط تبلغ 8.6: 1. ينتج 664 حصان (488 كيلوواط ، 655 حصان) عند 6800 دورة في الدقيقة و 750 نيوتن متر من عزم الدوران عند 5000 دورة في الدقيقة. تم ضبط الخط الأحمر لعداد السرعة على 7250 دورة في الدقيقة. يقوم المحرك بتزويد العجلات الخلفية بالقدرة من خلال ناقل حركة يدوي بست سرعات تم تطويره خصيصًا للسيارة بواسطة Cima.
العجلات
تستخدم CC8S عجلات من سبائك المغنيسيوم مع محاور قفل مركزي ، حيث تم تركيب إطارات مقاس 18 بوصة في الأمام و20 بوصة خلفية من نوع ميشلان بايلوت سبورت2. يتم حفر أقراص الفرامل بشكل متقاطع لزيادة التهوية ، ويبلغ قياسها 340 ملم  في الأمام و 315 ملم في الخلف. تحتوي ملاقط المكابح على 6 مكابس في الأمام و 4 مكابس في الخلف. يتم دعم الفرامل بواسطة نظام التحكم المتطور كوينيجسيج.
الأداء
حسب تقديرات الشركة المصنعة
التسارع: 0-100 كم / س خلال زمن مقداره 3.5 ثانية
السرعة القصوى: 390 كلم / س 
زمن الوقوف : 10 ثوانٍ ، وسرعة النهاية 217 كم / ساعة.
مسافة الكبح: 32 مترًا (105 قدمًا) 100–0 كم / ساعة (62–0 ميل / ساعة)